# 王晓民 (1956年)
王晓民（1956年—），男，中国神经科学家，首都医科大学教授，博士生导师。现任首都医科大学副校长。曾任中国神经科学学会副理事长，中国生理学会理事长。